# Campionati europei di concorso completo 1954
I Campionati europei di concorso completo 1954 si sono svolti a Basilea in Svizzera.

## Podi
| Evento           | Oro         | Argento        | Bronzo        |
| Gara individuale | Albert Hill | Frank Weldon   | Lawrence Rook |
| Gara a squadre   | Regno Unito | Germania Ovest | Non assegnato |

## Medagliere
| Posiz. | Nazione        | Oro | Argento | Bronzo | Totale |
| ------ | -------------- | --- | ------- | ------ | ------ |
| 1      | Regno Unito    | 2   | 1       | 1      | 3      |
| 2      | Germania Ovest | 0   | 1       | 0      | 0      |
| Totale | Totale         | 2   | 2       | 1      | 5      |